# Tucana-III-Zwerggalaxie
Die Tucana-III-Zwerggalaxie, kurz auch Tucana III oder Tucana 3, ist eine im Jahr 2015 entdeckte Zwerggalaxie des Typs dSph im Sternbild Tukan in der Lokalen Gruppe und eine der Satellitengalaxien der Milchstraße.

## Eigenschaften
Tuc III dSph besitzt einen Halblichtradius von {\displaystyle r_{h}=6,0_{-0,6}^{+0,8}} ′, was bei einer Entfernung von etwa 25 kpc einer Größe von (44 ± 6) pc entspricht.

## Weiteres
- Liste der Galaxien der Lokalen Gruppe